# Ранс (Ламанш)
Ранс (фр. Rance) је река у Француској. Дуга је 102 km. Улива се у Ламанш. 